# Berezna (obwód grodzieński)
Berezna (biał. Бярозна, Biarozna; ros. Берёзно, Bieriozno) – wieś na Białorusi, w obwodzie grodzieńskim, w rejonie lidzkim, w sielsowiecie Dworzyszcze, w pobliżu linii kolejowej Lida – Bieniakonie.
Współcześnie miejscowość obejmuje także dawną wieś Żwirble (biał. Жвірблі, Żwirbli).

## Historia
W XIX i w początkach XX w. położone były w Rosji, w guberni wileńskiej, w powiecie lidzkim, w gminie Żyrmuny.
W dwudziestoleciu międzywojennym leżały w Polsce, w województwie nowogródzkim, w powiecie lidzkim, w gminie Żyrmuny. W 1921 Berezna liczyła 79 mieszkańców, zamieszkałych w 17 budynkach. Żwirble natomiast liczyły 32 mieszkańców, zamieszkałych w 4 budynkach. Obie miejscowości zamieszkiwali wyłącznie Polacy wyznania rzymskokatolickiego.
Po II wojnie światowej w granicach Związku Sowieckiego. Od 1991 w niepodległej Białorusi.